# 东周列国战国篇
《战国》（《东周列国·战国篇》），是中国1997年中国中央电视台制作的电视剧。共32集，阎建钢导演，由曹培昌、樊志起、杨童舒、温海波、温海涛、高兰村、李洪涛、杜志国、蒋恺、许正廷、刘威葳、邢岷山、马书良、刘威、郭濤、雅琦主演。

## 演员表

### 死士豫让 （第1、2、3集）
- 曹培昌 饰 豫让
- 郭连文 饰 赵襄子
- 吕宗义 饰 智伯
- 李振平 饰 张孟谈
- 朱娜 饰 仲娥
- 夏雨 饰 仲平
- 李颉 饰 周天子
- 王昕 饰 范氏
- 李西京 饰 魏桓子
- 李瑞祥 饰 韩康子
- 张洪英 饰 郗疵
- 马山云 饰 公孙白
- 姚鸿鸣 饰 段规

### 魏宫惊梦（第4、5集）
- 樊志起 饰 翟璜
- 杨童舒 饰 子夷
- 高明 饰 魏文侯
- 周启勋 饰 李悝
- 马书良 饰 麴伯
- 韩玉鸿 饰 卫虎
- 张山 饰 吴起
- 张增群 饰 乐羊
- 袁洪启 饰 西门豹

### 商鞅变法（第6、7、8、9集）
- 温海波 饰 商鞅
- 邓涛 饰 韩女
- 徐松子 饰 姬娘
- 王运庭 饰 景监
- 陈强 饰 秦孝公
- 赵汝平 饰 公子虔
- 高维启 饰 赵良
- 孔芮 饰 甘龙
- 马辛 饰 公孙贾
- 安龙 饰 公子卬
- 张林 饰 孟兰皋
- 董传强 饰 乌丑
- 施长金 饰 公叔痤
- 蔡明 饰 太子驷
- 郭立 饰 魏惠王
- 佟乐 饰 樗里疾
- 杨伟 饰 商鞅（少年）

### 孙庞斗智（第10、11、12集）
- 温海涛 饰 孙膑
- 李显刚 饰 庞涓
- 叶钧 饰 齐威王
- 邢枫 饰 魏惠王
- 顾岚 饰 邹忌
- 沙威 饰 庞英
- 董丹军 饰 田忌
- 崔金华 饰 公子卬
- 张静宇 饰 丁乙
- 王明理 饰 齐宣王
- 孙传中 饰 鬼谷子
- 高蘭村 饰 苏秦
- 刁勇 饰 张仪

### 苏张纵横（第13、14、15集）
- 高兰村 饰 苏秦
- 林京来 饰 张仪
- 柏寒 饰 燕文侯夫人
- 徐福来 饰 贾乙
- 周启勋 饰 秦惠文王
- 赵健 饰 昭阳
- 李冀明 饰 燕文侯
- 盛毅 饰 赵肃侯
- 王怀文 饰 魏惠王
- 徐行 饰 齐宣王
- 王明理 饰 燕易王
- 张嘉瑞 饰 公孙衍
- 袁洪启 饰 楚威王
- 张继平 饰 孟尝君
- 王娜 饰 郑袖
- 佟小虎 饰 靳尚
- 郭振明 饰 奉阳君

### 赵武灵王（第16、17、18集）
- 李洪涛 饰 赵武灵王
- 赵燕国 饰 公子何
- 李静莉 饰 吴娃
- 王良波 饰 公子章
- 郭振明 饰 田不礼
- 孙杰 饰 肥义
- 李冀明 饰 赵成
- 袁洪启 饰 李兑
- 徐福来 饰 赵招
- 霍明 饰 赵胜
- 黄坚 饰 秦昭襄王
- 刘嘉成 饰 胡将

### 田单复国（第19、20、21集）
- 蒋恺 饰 田单
- 杜志国 饰 乐毅
- 刘仲元 饰 太史敫
- 王春子 饰 太史女
- 毛乐 饰 法章
- 徐光 饰 师乔
- 蔡渝歌 饰 百里疆
- 王运庭 饰 燕昭王
- 梁斌 饰 齐湣王
- 姜忠实 饰 淖齿
- 董世泽 饰 卜师
- 赵炬 饰 燕惠王
- 袁洪启 饰 廉颇
- 潘广居 饰 骑劫

### 范雎复仇（第22、23、24集）
- 许正廷 饰 范雎
- 黄霞 饰 云娘
- 马书良 饰 魏齐
- 汪永贵 饰 须贾
- 张毅 饰 郑安平
- 徐福来 饰 王稽
- 李立宏 饰 蔡泽
- 邢岷山 饰 信陵君
- 黄坚 饰 秦昭襄王
- 杨星辉 饰 魏冉
- 陈强 饰 虞卿
- 王怀文 饰 魏安僖王
- 王显和 饰 邹衍
- 张继平 饰 平原君
- 黄皓 饰 齐襄王
- 王明礼 饰 赵孝成王

### 窃符救赵（第25、26集）
- 邢岷山 饰 信陵君
- 吕彤冰 饰 信陵君夫人
- 刘威葳 饰 如姬
- 王昕 饰 侯嬴
- 王怀文 饰 魏安僖王
- 崔志刚 饰 辛垣衍
- 王奕 饰 朱亥
- 杨洪涛 饰 晋鄙
- 邢兆林 饰 平原君
- 徐静芝 饰 平原君夫人

### 吕氏春秋（第27、28、29集）
- 马书良 饰 吕不韦
- 沈玲 饰 赵姬
- 郭涛 饰 嬴政
- 王良波 饰 异人 子楚
- 郭立 饰 安国君
- 王举 饰 公孙乾
- 李迎旗 饰 樊於期
- 林伟 饰 嬴政（少年）
- 孙景平 饰 王翦
- 邓涛 饰 华阳夫人
- 黄坚 饰 秦昭襄王
- 蔡明 饰 成峤
- 杨光华 饰 郑国
- 李家麟 饰 赵孝成王
- 马秋萍 饰 孙夫人

### 荆轲刺秦（第30、31、32集）
- 刘威 饰 荆轲
- 王雅琦 饰 斯妤
- 郭涛 饰 嬴政
- 徐福来 饰 赵高
- 许正廷 饰 尉缭
- 高兰村 饰 高渐离
- 赵汝平 饰 田光
- 纪元 饰 燕太子丹
- 李迎旗 饰 樊於期
- 郭振云 饰 鞠武
- 郑忠立 饰 夏无且
- 李艺春 饰 狗屠
- 王复生 饰 卫君角
- 李爱军、侯岩松 饰 秦舞阳
- 刘银平 饰 亭长
- 洪流 饰 亭长之妻
- 褚旭 饰 鲁句践
- 建军 饰 盖聂

## 主题曲
片頭歌：
- 《周南・关雎》

片尾歌：
- 《邶風・柏舟》（第一章）
- 《小雅・庭繚》（第二章）
- 《邶風・終風》（第三章）
- 《小雅・谷風》（第四章）
- 《邶風・谷風》（第五章）
- 《小雅・車攻》（第六章）
- 《王風・黍離》（第七章）
- 《邶風・式微》（第八章）
- 《鄭風・子衿》（第九章）
- 《小雅・採薇》（第十章）
- 《周南・関雎》（第十一章）